# Hinterbliebener
Als Hinterbliebener wird eine Person bezeichnet, die zu einem Verstorbenen in einem engen verwandtschaftlichen Verhältnis stand.

## Deutschland
Im deutschen Sozialleistungsrecht und in der Beamtenversorgung stehen Hinterbliebenenleistungen insbesondere dem überlebenden Ehegatten bzw. Lebenspartner (Witwer und Witwe) und den Kindern des Verstorbenen (Waisen) zu.
Gemäß § 2 Abs. 4 Satz 1 Nr. 1–3 des am 1. Januar 2024 in Kraft tretenden Vierzehnten Buchs Sozialgesetzbuch  – Soziale Entschädigung (SGB XIV) sind Hinterbliebene
1. Witwen, Witwer und Waisen,
2. Eltern sowie
3. Betreuungsunterhaltsberechtigte

einer an den Folgen einer Schädigung verstorbenen Person. Als Waisen gelten auch in den Haushalt der an den Folgen einer Schädigung verstorbenen Person aufgenommene Stiefkinder sowie Pflegekinder im Sinne des § 2 Abs. 1 Satz 1 Nr. 2 des Bundeskindergeldgesetzes, mit denen der Berechtigte durch ein familienähnliches, auf Dauer berechnetes Band verbunden ist, sofern er sie nicht zu Erwerbszwecken in seinen Haushalt aufgenommen hat und das Obhuts- und Pflegeverhältnis zu den Eltern nicht mehr besteht.
Im allgemeinen Sprachgebrauch werden auch sonstige, mit dem Verstorbenen eng verwandte (§ 1589 BGB) oder verschwägerte (§ 1590 BGB) Personen als Hinterbliebene bezeichnet.  Der Begriff entspricht weitgehend dem des Angehörigen, allerdings mit der Besonderheit, dass bei der Hinterbliebeneneigenschaft die in Bezug genommene Person verstorben ist. Auch nichteheliche Lebenspartner werden im allgemeinen Sprachgebrauch dazu gerechnet.
Im Bereich der gesetzlichen Rente wegen Todes (Witwen- und Waisenrente) ist der Kreis der durch Eheschließung oder Lebenspartnerschaft oder enge Blutsverwandtschaft verbundenen Personen im Bereich der Waisenrente noch um eine soziale Beziehung erweitert. So ist es möglich, dass außer leiblichen (in der Regel minderjährigen) Kindern auch Stiefkinder und Enkelkinder oder Pflegekinder berücksichtigt werden (§ 48 Abs. 3 SGB VI). Voraussetzung ist, dass das Kind in den Haushalt des Verstorbenen dauerhaft aufgenommen wurde, bei Enkeln und Geschwistern muss der Verstorbene außerdem für den überwiegenden Unterhalt gesorgt haben.

## Österreich
Hinterbliebene sind Menschen, die ein Familienmitglied verloren haben, weil es gestorben ist. Hinterbliebenenpensionen werden nach dem Allgemeinen Sozialversicherungsgesetz (ASVG) Witwen, Witwern, Waisen und überlebenden eingetragenen Partnern und Partnerinnen gewährt.

## Schweiz
Überlebende Ehegatten und Kinder eines Versicherten werden im Sozialversicherungssystem der Schweiz als Hinterlassene bezeichnet.